# SBI FXトレード
SBI FXトレード株式会社（英: SBI FXTRADE Co.,Ltd.）は、東京都港区六本木に本社を置くFX専業会社。

## 概略
2005年（平成17年）7月に金融先物取引法（金先法）が改正され、外国為替証拠金取引が金先法の適用を受けることとなった。
2007年（平成19年）9月には金融商品取引法が施行され、金融商品ごとにばらばらだった販売や勧誘のルールも統一された。
2011年11月に設立されたSBI FXトレードは、グループの掲げる「顧客中心主義」に基づいて、公正かつ透明性のある取引環境を全力ですべての顧客に提供することを経営目標に掲げた。
SBI FXトレードが提供する外国為替証拠金取引（FX取引）は店頭取引であり、顧客とSBI FXトレードの「相対取引の形態」であるが、SBI FXトレードは相対取引であるがために発生し得る顧客との利益相反のトラブルが極力発生しないように心がけている。例えば、FX取引で個人のお客・個人トレーダーが売りの注文・買いの注文を出した時、SBI FXトレードでは、即時に同一数量、同一価格でカバー取引先にカバー取引を行っている。このことによって、SBI FXトレードの収益は、個人のお客・個人トレーダーの取引注文を起点とし、カバー取引先がカウンターパーティとの間で行う「カバー取引」によって実現した収益を源泉として、一定の比率でSBI FXトレードに分配する方式で利益を計上している。よって、個人のお客によるFX取引の結果が、直接、SBI FXトレードの収益へ影響しない仕組みとなっている。
2021年11月22日、SBI FXトレードは設立10周年を迎えた。
現在、SBI FXトレードは、個人向けに外国為替証拠金取引（FX取引）、積立FX、暗号資産CFD取引のサービスを扱っている。

## 沿革
- 2011年11月 - 設立
- 2012年5月 - 「SBI FXTRADE」スタート
- 2015年12月 - 積立FXをスタート
- 2017年4月 - 海外事業をスタート
- 2018年10月 - オプションFXをスタート
- 2019年1月 - 産学連携スタート
- 2020年8月 - 積立FXの取引コストを撤廃、暗号資産CFD取引をスタート
- 2021年9月 - 積立FX自動入金機能を追加
- 2021年11月22日 - 設立10周年

## 加入協会
- 一般社団法人　金融先物取引業協会（会員番号 1588）
- 一般社団法人　日本暗号資産取引業協会（会員番号 1026）